# Sophronica aeneipennis
Sophronica aeneipennis là một loài bọ cánh cứng trong họ Cerambycidae.